# Cursa en cadira de rodes als Jocs Olímpics d'estiu de 2004
Als Jocs Olímpics d'Estiu de 2004 celebrats a la ciutat d'Atenes (Grècia) es disputaren dues proves d'exhibició de cursa en cadira de rodes. Les proves d'exhibició es disputaren a l'Estadi Olímpic d'Atenes el 22 d'agost de 2004 com a promoció dels Jocs Paralímpics d'aquell mateix any. No es concediren medalles al no ser considerat una prova oficial de la competició.

## Resum de les proves

### 1500 metres masculins
| 1 | Robert Figl     | 3:10.91      |
| 2 | Saúl Mendoza    | 3:11.35      |
| 3 | Rawat Tana      | 3:11.48      |
| 4 | Scot Hollonbeck | 3:11.49      |
| 5 | Kurt Fearnley   | 3:11.60      |
| 6 | Choke Yasuoka   | 3:11.75      |
| 7 | Joel Jeannot    | 3:22.14      |
| – | Jeffrey Adams   | No finalitzà |

### 800 metres femenins
| 1 | Chantal Petitclerc  | 1:53.66 (RO) |
| 2 | Eliza Stankovich    | 1:53.84      |
| 3 | Louise Sauvage      | 1:53.92      |
| 4 | Diane Roy           | 1:54.20      |
| 5 | Cheri Blauwet       | 1:54.22      |
| 6 | Edith Hunkeler      | 1:54.68      |
| 7 | Christie Dawes      | 1:55.97      |
| 8 | Tanni Grey-Thompson | 1:56.87      |